# Memling (vonat)
A Memling egy nemzetközi járat volt, amely összekapcsolta Franciaország fővárosában, Párizsban található Gare du Nord pályaudvart a Belgium fővárosában, Brüsszelben található Brüsszel Zuid pályaudvarral. A járatot Hans Memling német festőről nevezték el.

## Története

### Trans Europ Express
A Memlinget a TEE Rubensszel közösen vezették be a TEE-hálózatban, hogy megbirkózzanak a Párizs és Brüsszel közötti növekvő utasforgalommal. Mindkét járat az első volt reggel, a Memling reggel 6:45-kor indult a párizsi Gare du Nord-ból, míg a Rubens 6:42-kor indult Brüsszelből. A visszaérkező járatokat a napi hat TEE járat ötödikeként tértek vissza a kiindulási állomásukra mindkét irányba, 18:45 körül indulva. 1984. május 30-án a Párizs és Brüsszel közötti TEE-járatot napi négy vonatra csökkentették mindkét irányba, ez a Memling TEE-ként való végét is jelentette.
Menetrend:
| TEE 86 | Ország        | Állomások     | km  | TEE 79 |
| ------ | ------------- | ------------- | --- | ------ |
| 18:40  | Belgium       | Brüsszel Zuid | 0   | 09:05  |
| 21:00  | Franciaország | Gare du Nord  | 310 | 06:45  |

### EuroCity
A Memling az EuroCity hálózat kialakulásának kezdetén állt forgalomba az Ostend és Köln közötti összeköttetésen, a TEE Saphir eredeti útvonalán. A Memling helyét a Thalys váltotta 1997. december 13-án.